# العسيبي (عفيف)
مركز العسيبي هو مركزٌ إداري تابعٌ لمحافظة عفيف في منطقة الرياض ، وتصنف من فئة (ب) ورمزها 1359.